# Maxillicosta raoulensis
Maxillicosta raoulensis är en fiskart som beskrevs av William N. Eschmeyer och Poss, 1976. Maxillicosta raoulensis ingår i släktet Maxillicosta och familjen Neosebastidae. Inga underarter finns listade i Catalogue of Life.